# Karlmann nyugati frank király
II. Karlmann (866/868 – Bézu-la-Forêt, 884. december 6.) II. (Hebegő) Lajos fia, a Nyugati Frank Királyság (a későbbi Franciaország) királya volt a Karoling-házból. 879 szeptemberétől 882. augusztus 5-ig bátyjával, III. Lajossal osztozott az országon, akkortól kezdve pedig egymaga viselte a koronát.

## Útja a trónig
A Hebegőnek vagy Dadogónak nevezett II. Lajos és első felesége, Ansgarde harmadik, legkisebb gyermekeként született még nagyapja, II. (Kopasz) Károly uralkodása alatt, feltehetően 866-868 körül. Apja 866-ban a burgundiai Autun grófja, 867-ben pedig Aquitania királya lett Kopasz Károly jóvoltából; 877-ben a Nyugati Frank Királyságot és Nyugat-Lotaringiát is megörökölte az elhunyt császártól. Karlmannt 878-ban a délkeleti vidék egyik nagyura, Boso lányával, Engelbergával jegyezték el, de a házasságra már nem került sor.
Hebegő Lajos alig két évnyi uralkodás után elhunyt 879. április 11-én. Ekkor egyes főurak a Szászföldet uraló III. (Ifjabb) Lajoshoz fordultak, hogy meghívják a trónra, ő pedig Verdunig nyomult előre. Időközben más főurak úgy határoztak, hogy Karlmannt és bátyját, III. (Győzedelmes) Lajost egyaránt királlyá teszik, ők pedig lemondtak lotaringiai területeikről Ifjabb Lajos javára. A testvérpár koronázására 879 szeptemberében került sor Ferrières-en-Gâtinais apátságában.

## Uralkodása
A trónszerzést két szerződés követte: a testvérek 880 februárjában a ribemont-i szerződésben hivatalosan is Ifjabb Lajosra ruházták Lotaringiát, akinek egyúttal főségét is elismerték, márciusban pedig egymás között osztoztak meg: Karlmann a királyság déli részét, Aquitaniát és Burgundiát kapta meg, míg bátyja az ország északi területeit (Neustria és Francia) igazgathatta.
Karlmann uralma azonban nem volt szilárd a rábízott területen, ugyanis 879 őszén egy Boso nevű előkelőséget, Troyes, Chalon, Mâcon és Autun grófját, Vienne, Lyon és Provence hercegét, Kopasz Károly korábbi itáliai alkirályát Alsó-Burgundia egyházi és világi előkelőségei királyukká kiáltották ki. A Karolingok ebbe nem voltak hajlandóak beleegyezni, és 880 nyarán Győzedelmes Lajos és Karlmann találkozott Ifjabb Lajossal és fivérével, III. (Kövér) Károly itáliai királlyal. A lotaringiai Gondreville-ben kötött szövetség csapatai rövidesen lerohanták Boso birtokait, és a provence-i király fivére, Igazságos Richárd elfoglalták Autunt, Besançont, Chalont, Mâcont és Lyont, majd az év végén megkezdték Vienne ostromát, amit félbehagytak, mivel Kövér Károly eltávozott, hogy megszerezze a császári trónt.

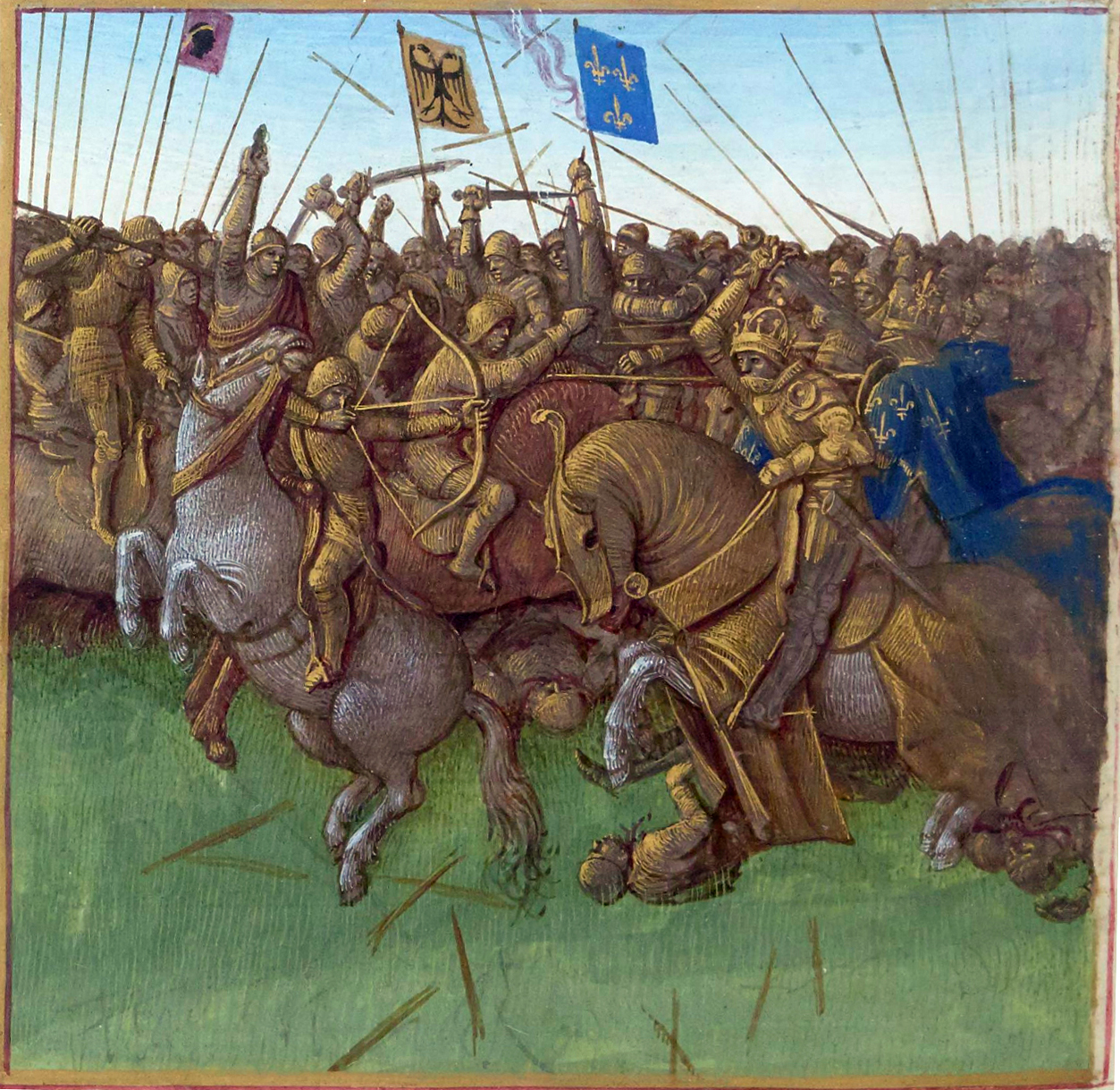
Egy 15. századi festmény Karlmann és III. Lajos nyugati frank király győzelme a vikingek felett, 879-ben.

881-ben Kövér Károly visszatért, hogy folytassa a harcot, és 882-ben Karlmann is bekapcsolódott az ostromba, amit kénytelen volt félbehagyni fivére halálhíre miatt: 882. augusztus 5-én ugyanis Saint-Denis-ben elhunyt Győzedelmes Lajos, miután lovasbalesetet szenvedett Tours közelében. Karlmann így a Nyugati Frank Királyság egyedurává lépett elő. Vienne-t még abban az évben elfoglalták Kövér Károly csapatai, mire Boso Provence-ba vonult vissza, családja viszont fivére, a szolgálataiért 883-ban Autun grófjává kinevezett Igazságos Richárd védelmébe került.
Karlmann nem sokkal élte túl bátyját: 884. december 6-án érte utol a halál, amikor Andelys közelében vadászott (vagy egy vadásztársa végzett vele véletlenül, vagy egy vaddisznó volt gyilkosa). A Saint-Denis-székesegyházban temették el. Nőtlen és gyermektelen lévén a trónon nagybátyja, Kövér Károly követte; utóbb féltestvére, a törvénytelennek tekintett Együgyű Károly is trónra lépett.